# 2-я драгунская дивизия (Первая империя)
2-я драгунская дивизия (фр. 2e Division de Dragons) — кавалерийская дивизия Франции периода наполеоновских войн.

## Организация дивизии
На 25 сентября 1805 года:
- 1-я бригада (командир — бригадный генерал Доминик Роже)
  - 3-й драгунский полк (командир — полковник Эдме Фито)
  - 6-й драгунский полк (командир — командир эскадрона Дени Людо[К 1])
- 2-я бригада (командир — бригадный генерал Орас Себастьяни)
  - 10-й драгунский полк (командир — полковник Жак Кавеньяк)
  - 11-й драгунский полк (командир — полковник Фердинан Бурдон)
- 3-я бригада (командир — бригадный генерал Андре Буссар)
  - 13-й драгунский полк (командир — полковник Арман Деброк)
  - 22-й драгунский полк (командир — полковник Жан Каррье де Буасси)

На 14 октября 1806 года:
- командир — дивизионный генерал Эмманюэль Груши
- 1-я бригада (командир — бригадный генерал Доминик Роже)
  - 3-й драгунский полк (командир — полковник Жозеф-Клод Грезар)
  - 6-й драгунский полк (командир — полковник Жак Лебарон)
- 2-я бригада (командир — бригадный генерал Жак Миле)
  - 10-й драгунский полк (командир — полковник Жан-Батист Домманже)
  - 11-й драгунский полк (командир — полковник Жан Бурбье)
- второй командир — Николя Бекер (с 20 сентября 1806 по 9 ноября 1806)
- 3-я бригада (командир — бригадный генерал Андре Буссар)
  - 13-й драгунский полк (командир — полковник Пьер Ларош)
  - 22-й драгунский полк (командир — полковник Жан Каррье де Буасси)

На 1 июня 1807 года:
- 1-я бригада (командир — бригадный генерал Андре Брон де Байи)
  - 3-й драгунский полк (командир — полковник Жозеф-Клод Грезар)
  - 6-й драгунский полк (командир — полковник Сириль Пике)
- 2-я бригада (командир — бригадный генерал Жан Каррье де Буасси)
  - 10-й драгунский полк (командир — полковник Жан-Батист Домманже)
  - 11-й драгунский полк (командир — полковник Пьер Дежан)

На 15 ноября 1808 года:
- 1-я бригада (командир — бригадный генерал Жак Миле)
  - 3-й драгунский полк (командир — полковник Жозеф-Клод Грезар)
  - 6-й драгунский полк (командир — полковник Сириль Пике)
- 2-я бригада
  - 10-й драгунский полк (командир — полковник Жан-Батист Домманже)
  - 11-й драгунский полк (командир — полковник Пьер Дежан)

На 30 июня 1810 года:
- 1-я бригада (командир — бригадный генерал Жак Миле)
  - 3-й драгунский полк (командир — полковник Пьер Беррюйе)
  - 6-й драгунский полк (командир — полковник Сириль Пике)
- 2-я бригада (командир — бригадный генерал Клод Гардан)
  - 10-й драгунский полк (командир — полковник Жан-Батист Домманже)
  - 11-й драгунский полк (командир — полковник Пьер Дежан)

- 3-я бригада (командир — бригадный генерал Луи-Жозеф Кавруа)
  - 15-й драгунский полк (командир — полковник Жан-Клод Будинон-Вальдек)
  - 25-й драгунский полк (командир — полковник Филипп Орнано)

## Подчинение и номер дивизии
- 2-я драгунская дивизия резервной кавалерии Великой Армии (29 августа 1805 года);
- 2-я драгунская дивизия 6-го армейского корпуса Великой Армии (1806 год);
- 2-я драгунская дивизия резервной кавалерии Великой Армии (1806 год);
- 2-я драгунская дивизия 2-го корпуса резервной кавалерии Великой Армии (13 декабря 1806 года);
- 2-я драгунская дивизия резервной кавалерии Великой Армии (12 января 1807 года);
- 2-я драгунская дивизия 4-го армейского корпуса Великой Армии (1808 год);
- 2-я драгунская дивизия резервной кавалерии Армии Испании (15 октября 1808 года);
- 2-я драгунская дивизия Армии Португалии (17 апреля 1810 года).

## Командование дивизии

### Командиры дивизии
- дивизионный генерал Фредерик Вальтер (24 августа 1805 – 20 мая 1806)
- бригадный генерал Доминик Роже (20 мая 1806 – 11 августа 1806)
- дивизионный генерал Николя Бекер (11 августа 1806 – 20 сентября 1806)
- дивизионный генерал Эмманюэль Груши (20 сентября 1806 – 5 ноября 1807)
- бригадный генерал Жак Миле (5 ноября 1807 – 9 января 1809)
- дивизионный генерал Франсуа-Этьен Келлерман (9 января 1809 – 7 апреля 1810)
- дивизионный генерал Шарль Трейяр (7 апреля 1810 – февраль 1812)
- бригадный генерал Пьер Буайе (февраль 1812 – 8 сентября 1812)
- дивизионный генерал Огюст Мерме (8 сентября 1812 – 15 июля 1813)

### Начальники штаба дивизии
- должность вакантна (24 августа 1805 – 20 сентября 1805)
- полковник штаба Пьер Лакруа (20 сентября 1805 – 23 июля 1806)
- полковник штаба Жан-Франсуа Анго-Дарсонваль (23 июля 1806 – 30 мая 1807)
- полковник штаба Франсуа Бертельми (30 мая 1807 – 21 августа 1810)
- полковник штаба Фредерик Гийом де Доно (21 августа 1810 – 15 июля 1813)

### Командиры бригад
- бригадный генерал Жан-Пьер Думерк (31 декабря 1806 – 1 апреля 1807)

## Награждённые

### Знак Большого Орла ордена Почётного легиона
- Фредерик Вальтер, 8 февраля 1806 — дивизионный генерал, командир дивизии
- Эмманюэль Груши, 13 июля 1807 — дивизионный генерал, командир дивизии

### Комманданы ордена Почётного легиона
- Арман Деброк, 25 декабря 1805 — полковник, командир 13-го драгунского
- Жак Кавеньяк, 25 декабря 1805 — полковник, командир 10-го драгунского
- Жан Каррье де Буасси, 25 декабря 1805 — полковник, командир 22-го драгунского
- Эдме Фито, 25 декабря 1805 — полковник, командир 3-го драгунского

### Офицеры ордена Почётного легиона
- Жан Мокомбль, 26 декабря 1805 — адъютант генерала Вальтера
- Жозеф-Клод Грезар, 11 июля 1807 – полковник, командир 3-го драгунского
- Пьер Дежан, 11 июля 1807 – полковник, командир 11-го драгунского
- Жан-Батист Домманже, 11 июля 1807 – полковник, командир 10-го драгунского
- Сириль Пике, 11 июля 1807 – полковник, командир 6-го драгунского

### Комментарии
1. ↑  Командир полка  Жак Лебарон возглавлял в ходе кампании 2-й полк пеших драгун